# Shikkakumon no Saikyō Kenja -Sekai Saikyō no Kenja ga Sarani Tsuyoku Naru Tame ni Tensei Shimashita-
Shikkakumon no Saikyō Kenja -Sekai Saikyō no Kenja ga Sarani Tsuyoku Naru Tame ni Tensei Shimashita- (jap. 失格紋の最強賢者 〜世界最強の賢者が更に強くなるために転生しました〜) ist eine japanische Online-Romanreihe von Shinkoshoto, die zwischen 2016 und 2020 erschien. Sie wurde als Light-Novel-Reihe mit Illustrationen von Hūka Kazabana adaptiert sowie als Manga, der auf Deutsch als Der stärkste Held mit dem Mal der Schwäche veröffentlicht wurde. 2022 erschien eine Adaption als Anime. Die Geschichte ist in die Genres Abenteuer, Action und Isekai einzuordnen.

## Inhalt
Der mächtige Drachen Godslayer verwüstete die Welt, bis ein Magier, der Weise, ihn aufhalten konnte. Der Magier weiß, dass es noch stärkere Drachen gibt. Doch seine Macht ist durch ein Siegel beschränkt, das er wie alle anderen Menschen seit seiner Geburt hat. So beschließt er, seine Seele in einem anderen Körper wiedergeboren werden zu lassen. So findet er sich einige Zeit später im sechsjährigen Matthias Hildesheim wieder. Sein Siegel ist nun eines, das ihm im magischen Kampf hilft. Doch die Welt um ihn herum hat sich verändert: Die Menschen verwenden kaum noch Magie und die meisten Hilfsmittel dafür sind außer Gebrauch. Stattdessen setzen sie auf Waffen und Maschinen. Im Kampf gegen seinen arroganten Bruder Vigel und im Training seines älteren Bruders Leik lernt Matthi auch, dass sich die Magie selbst verändert hat und nun schwerer zu beherrschen ist. So muss er nun erst die Veränderungen der Welt meistern, ehe er sich seinem eigentlichen Ziel widmen kann.

## Veröffentlichungen
Die Romanreihe von Shinkoshoto erschien zunächst von Dezember 2016 bis April 2020 online auf der Plattform Shōsetsuka ni Narō. Ab Mai 2017 folgte eine Adaption als Light Novel mit Illustrationen von Hūka Kazabana, die von SB Creative Corp. herausgegeben wird und bisher 20 Bände umfasst.
Eine Umsetzung der Geschichte als Manga, vom gleichen Autor und gezeichnet von Liver Jam&Popo, erscheint seit Juni 2017 im Magazin Gangan Online. Dessen Verlag Square Enix bringt die Kapitel auch gesammelt in bisher 31 Bänden heraus (Stand Juni 2025). Eine deutsche Übersetzung des Manga erscheint seit Mai 2021 bei Altraverse in bisher 26 Bänden (Stand Juli 2025). Der amerikanische Ableger von Square Enix bringt eine englische Fassung heraus.

## Animeserie
Beim Studio J.C.Staff entstand unter der Regie von Noriaki Akitaya eine zwölfteilige Anime-Serie zur Geschichte. Die Drehbücher schrieb Hiroki Uchida und das Charakterdesign stammt von Mina Ōsawa. Die künstlerische Leitung lag bei Hazuki Iida. Die Tonarbeiten leitete Jin Aketagawa, für die Kameraführung waren Yurina Yagi und Yutaka Kurosawa verantwortlich. Das Vorspannlied ist Leap of faith von FripSide und der Abspann ist unterlegt mit dem Lied Day of Bright Sunshine von Yuki Nakashima. 
Der Anime wurde erstmals im Januar 2021 angekündigt. Die halbstündigen Folgen wurden vom 8. Januar bis zum 26. Mrz 2022 von den Sendern Tokyo MX, BS11, Sun TV, AT-X in Japan gezeigt. Parallel dazu erfolgte eine internationale Veröffentlichung per Streaming auf der Plattform Crunchyroll. Das Angebot beinhaltet unter anderem Synchronfassungen auf Deutsch und Englisch. 

## Synchronisation
| Rolle                 | Japanische Stimme (Seiyū) | Deutsche Stimme   |
| --------------------- | ------------------------- | ----------------- |
| Matthias Hildesheimer | Nina Tamaki               | Tim Kreuer        |
| Ruri Abendrot         | Sayumi Suzushiro          | Arlette Stanschus |
| Iris                  | Shiori Izawa              | Malin Steffen     |
| Alma Lebsius          | Haruka Shiraishi          | Manuela Bäcker    |
| Giluas                | Yoshitsugu Matsuoka       | Vincent Fallow    |